# Euro neuro
Euro neuro je pesma kojom je Rambo Amadeus predstavljao Crnu Goru na Pesmi Evrovizije 2012. Тo je bila prva pesma izvedena na takmičenju u prvom polufinalu i nije uspela da se plasira u finale. Euro neuro je prvenstveno na engleskom, uz neke fraze na crnogorskom i nemačkom.

## Pozadina
Pjesma se smatra satirom prema odnosima Crne Gore i Evropske unije i Evropske unije uopšte. U vreme stvaranja pesme Euro neuro Evropa je patila od dužničke krize. U odgovoru, Rambo je rekao: „EU i evro su u nekoj vrsti neurotične situacije, pa sam želeo da pomognem. [Međutim, Euro neuro je] nije lek. To je samo dijagnoza. „Euro neuro“ je dijagnostička pesma sa terapijskim neželjenim efektima“.

## Izdavanje
Pesma je premijerno emitovana 15. marta 2012. godine u televizijskom specijalu čiji je voditelj Sabrija Vulić. Emisija je emitovana na TVCG 1 i RTV Crne Gore, kao i onlajn putem sajta emitera.

## Na Evroviziji

### Selekcija
RTCG je 12. decembra 2011. godine saopštila da će Crnu Goru u Bakuu predstavljati Rambo Amadeus. Prema Rambovim rečima, on u početku nije želeo da se takmiči na Evroviziji, ali je na pitanje RTCG osetio više ponosa što je učesnik iz Crne Gore.

### Polufinale
Tokom polufinalnog žrebanja o dodjeli koji je održan 25. januara 2012. godine, saopšteno je da će Crna Gora nastupiti u prvom polufinalu 22. maja. Tokom polufinala, Amadeus nije uspeo da se kvalifikuje u finale, postigao je samo 20 poena i završio na 15. mestu.

## Prijem
Prijem na prvoj i drugoj probi bio je negativan. Vilijam Li Adams iz Wiwiblogs-a je nakon prve probe rekao: „Izgleda da je recesija teško pogodila Crnu Goru... Ne mogu da razaznam nijednu reč koja izlazi iz Rambovih usta uz bubnjeve i trube u pozadini. To je samo gomila nasumične buke i tutnjanja. Magarac koji je doprineo slavi pesme je takođe bio na sceni, ali nije bio pravi. Mislim da je rekvizit potpuno beskoristan ako Rambo neće da ga jaše. Adams bi imao više negativnih reči tokom druge probe, rekavši: „Amadeus je danas otvorio drugu probu sa još jednim užasnim nastupom... Ovo je zaista jedna od najgorih pesama koje sam čuo na Evroviziji posle dugo vremena. o tome da stvari budu duboke, ali ne trebaju mi uši da krvare u tom procesu.

## Spoljašnje veze
- Euro neuro на веб-сајту  (језик: енглески)